# Expensive Taste
O Expensive Taste foi um grupo norte-americano de rap/hip-hop criado em 2005 e formado por Paul Wall, Skinhead Rob e Travis Barker. O Expensive Taste liberou recentemente em seu site o download de 15 faixas de suas músicas, mas eles ainda não marcaram datas para shows, pois é prioridade para Travis Barker trabalhar no novo CD do Blink 182 e de Paul Wall trabalhar em seu próximo álbum solo, em 2010 o grupo foi extinto.